# Кен (річка)
Кен (рос. Кен) — річка в Росії, права притока Чепци. Протікає територією Очорського району Пермського краю.
Річка починається на околиці присілку Малі Бабіки Кіпрінського сільського поселення, протікає на південний захід, південь та південний схід. Впадає до Чепци нижче урочища Кіпрієнки. Нижня та середня течія заболочена. Майже повністю протікає через лісові масиви тайги. Приймає декілька дрібних приток, найбільша права Сосницький, яка має праву притоку з такою ж назвою — Кен.